# Маррі (народ)
Маррі – катойконім австралійських аборигенів, що проживають на території сучасного Квінсленда та північному заході Нового Південного Уельсу. Найменування маррі вкрай важливе для самоідентифікації корінного народу. Етнічна група об'єднує низку громад, зокрема Каміларой та Югера.
Значна частина маррі грає у місцевій лізі з регбі. А щорічний карнавал регбі ліги маррі посідає почесне місце у спортивному календарі.

## Історія
На початку століття більшість народу були навмисно переселені на землі їхніх ворогів. До 1972 року більшість дітей маррі стали частиною втраченого покоління.
У 1962 році разом з іншими аборигенами маррі отримали право голосу та допуск до Масгрейв Парк у Брисбені. Зараз маррі мають власну мережеву радіостанцію. Суди для аборигенів відкрилися у 2002 році, але 2012 влада Квінсленду закрила їх.

## Етно-лінгвістичні громади маррі
Корінні народи говорили на мовах марійської групи. Однозначності у класифікації мов та груп немає, хоча можна виділити такі:
- Бутчулла
- Барунгам
- Байялі
- Біррі Губба
- Бундялунг
- Дарумбал
- Дябугай
- Джирбал
- Гангулу
- Горенг Горенг
- Губбі Губбі
- Конджмал
- Джандай
- Гаміларай
- Маму
- Турбал
- Вака Вака
- Вангайбон
- Вейлван
- Народи Вік
- Югера

## Спорт
З 2011 року проводиться марійський карнавал ліги регбі за підтримки благодійного фонду Артура Бітсона та організації Deadly Choices. Мета 4-денного турніру – формування збірної квінследських маррі для гастрольного туру Австралією та закордонних поїздок.